# 藤嶺学園藤沢中学校・高等学校
藤嶺学園藤沢中学校・高等学校（とうれいがくえん ふじさわちゅうがっこう・こうとうがっこう）は、神奈川県藤沢市西富に所在し、中高一貫教育を提供する私立男子中学校・高等学校。
高等学校において、中学校から入学した内部進学の生徒と高等学校から入学した外部進学の生徒との間で、混合せずクラスを編成する併設型中高一貫校（別クラス型）。

## 概要
前身は1894年（明治27年）3月に創設された清浄光寺（遊行寺）の僧侶養成機関であった「時宗宗学林」。そのゆかりから、授業の一環として「修養」が存在している。藤沢翔陵高等学校・鵠沼高等学校は兄弟校。

## 沿革
（沿革節の主要な出典）
- 1915年（大正4年）5月 - 財団法人私立藤嶺中學校創立を認可。
- 1916年（大正5年）4月 - 私立藤嶺中學校開校。
- 1918年（大正7年）6月 - 私立藤澤中學校と改称。
- 1921年（大正10年）3月 - 藤澤中學校と改称。
- 1931年（昭和6年）3月 - 藤澤商業學校（現：藤沢翔陵高等学校）併設。
- 1931年（昭和6年）10月 - 法人名称を財團法人藤嶺學園と改称。
- 1942年（昭和17年）3月 - 藤澤商業學校第2本科（のちの定時制）開設。
- 1945年（昭和20年）10月 - 英語學校開設。
- 1948年（昭和23年）3月 - 新制高等学校設置基準により、藤沢高等学校・藤沢中学校創立を認可される。
- 1959年（昭和34年） - 藤沢中学校廃止。
- 1960年（昭和35年） - 工業科設置[2]（機械、電気）[3]。
- 1983年（昭和58年）3月 - 定時制廃止。
- 1986年（昭和61年）4月 - 理数コースを1クラス設置。
- 1995年（平成7年）5月 - 藤嶺学園藤沢高等学校と改称。
- 1996年（平成8年）4月 - 第1回国際交流実施。
- 2000年（平成12年）3月 - 体育館兼講堂完成。
- 2002年（平成14年） - 工業科廃止[3]。
- 2001年（平成13年）4月 - 藤嶺学園藤沢中学校開校。
- 2015年（平成27年）
  - 3月 - 開校100周年を記念しグラウンド 野球場ともに人工芝化
  - 6月 - 学生会館（茶室・陶芸室・学生食堂・研修室・宿泊施設）全面リニューアル

## クラス編成
高等学校は普通科の中に中高一貫コース、普通Ⅰ類（進学探究）、普通Ⅱ類（総合探究）コースの3つが設けられている。中高一貫コースのクラスは、2004年度（平成16年度）に設置されたもので、このクラスに入れるのは、藤嶺学園藤沢中学校からの進学者に限られ、高校からの入学者は、普通Ⅰ類 進学探究コース、普通Ⅱ類 総合探究コース になる。
※2021年 現在

## 部活動
- 1985年夏（第67回）に甲子園大会初出場（監督：木本芳雄）。
- 1952年と1963年の2回、バレーボール部が全日本バレーボール高等学校選手権大会で優勝。国体でも優勝6回している。また、春高バレーには5回出場している。
- 2020年に鉄道研究部が鉄道模型コンテストにて理事長特別賞を受賞[4]

## 著名な出身者
- 秦野章（法務大臣、警視総監、参議院議員）
- 青木弘司（演出家、アニメ脚本家）
- 竹内実（元バレーボール日本男子代表選手）
- 石井雅史（北京パラリンピック自転車競技金メダリスト）
- 岡本富士太（俳優）
- 鳥海青児（洋画家）
- 今井達夫（小説家）
- 浅野ケン（作曲家）
- 石井貴（元埼玉西武ライオンズ投手）
- 代田建紀（元千葉ロッテマリーンズ外野手）
- 深澤季生（元石川ミリオンスターズ捕手）
- 飯倉大樹（横浜F・マリノスGK）
- 阿部良則（元川崎フロンターレ→湘南ベルマーレFW）
- 諏訪魔（プロレスラー）
- 増田順一（ゲームクリエイター）
- 立川らく次（落語家）
- chirolyn（ミュージシャン（ベーシスト））
- 矢澤宏太（北海道日本ハムファイターズ投手兼外野手）
- 見上和由（元綾瀬市長）
- ニシダ（ラランド）
- 永井陽右（テロ・紛争解決スペシャリスト）

## 著名な教職員
- 高瀬弥一（実業家）
- 高橋俊人（歌人、郷土史家）
- 大橋俊雄（のち大正大学仏教学部非常勤講師）
- 福井康順（のち早稲田大学文学部名誉教授）

## 交通
- 藤沢本町駅（小田急江ノ島線） 徒歩15分
- 藤沢駅（JR東海道線・江ノ島電鉄線・小田急江ノ島線） 徒歩15分
- 藤沢橋（神奈川中央交通　藤沢営業所  /船32、船33、船65、藤54、藤55、藤56）徒歩2分
- 遊行寺前（神奈川中央交通　藤沢営業所・茅ヶ崎営業所  /藤08、藤10、藤13、藤34、藤35、藤36、藤38、藤45、藤46、藤51、藤58）徒歩5分

生徒の通学時は特別な事情を除き、藤沢駅北口からの路線バスの乗車は認められていない。